# إمنت (قناة تلفزيونية)
إمنت (اسم تاجي لي Music Network) هي قناة تلفزيونية موسيقية ذات توجه شبابي من  كوريا الجنوبية وتملكها سي جي إيه أند إم، وهي إحدي فروع مجموعة سي جي .
الاستديو الرئيسي لسي جي إيه أند إم يقع في Sangam-dong، Mapo-gu، وهو مركز البث وتسجيل عدد من برامج قناة إمنت  مع studio audience، القناة تلقب بالعرض الموسيقي الأسبوعي إم! كونتدون.

## روابط خارجية
- الموقع الرسمي